# Sofia Dorotea av Celle
Sofia Dorotea av Celle, född 15 september 1666, död 13 november 1726, var kurfurstinna av Hannover som gift med Georg I av Storbritannien. Hon kallas ibland drottning av Storbritannien eller förskjuten drottning. 

## Biografi

### Tidigt liv
Hon var enda barn till hertig Georg Vilhelm av Lüneburg-Celle och markisinnan Eleonore d'Olbreuse.

### Äktenskap
Hon blev 1682, mot sin vilja, bortgift med sin kusin kurfurst Georg Ludvig av Hannover, sedermera kung Georg I av Storbritannien.
I barndomen hade hon varit lekkamrat med Philip Christoph Königsmarck. I början på 1690-talet återupptogs vänskapen och kom att utvecklas till en kärleksaffär mellan den ensamma, olyckliga prinsessan och den ståtliga Philip. Paret skrev även kärleksbrev till varandra, delvis på chiffer. Större delen av parets korrespondens (cirka 300 brev) finns bevarad och förvaras i Lunds universitetsbibliotek. 
Trots deras hemlighetsfullhet kom Sofia Doroteas make dem på spåren. Natten till den 12 juli 1694 försvann Philip Christoph Königsmarck spårlöst i det kurfurstliga palatset i Hannover, troligtvis mördad på befallning av Georg. 
Georg lät skilja sig från Sofia Dorotea 1694.

### Skilsmässa och fångenskap
Återstoden av sitt liv tillbringade hon inspärrad på slottet Ahlden. Officiellt hette det att hon "dragit sig tillbaka" till Ahlden och "önskade leva i stillhet". Hon tilläts promenera fritt i staden och umgås med folk, dock ej ståndspersoner. I sin ensamhet brukade hon samla stadens damer till läsning, musik och handarbete. Med sitt lugn och behärskade sätt vann hon aktning av alla som kom i kontakt med henne.
Hon tilläts även, tillsammans med en hovdam, göra åkturer i slottets närhet, dock begränsat till endast västerut en mil, längs en noga angiven väg. I mer än trettio år gjorde hon denna dagliga åktur. 
I Ahlden blev hon en institution; hon var förskjuten av sin far, men hennes mor besökte henne då och då. Hon förbjöds att träffa sina barn, men brevväxlade med sin dotter fram till dennas giftermål med Fredrik Vilhelm I av Preussen; han förbjöd sin fru att ha kontakt med sin mor. Dock veknade han när Sofia Dorotea erhöll ett stort arv efter sin mor. När Sofia Doroteas far avled 1705 föreslogs att hon skulle få lov att bo med sin dotter, men hennes f.d. make motsatte sig detta förslag. 
Sofia Dorotea ärvde med åren stora förmögenheter efter såväl sin far som mor, men det förändrade inte hennes tillvaro. Hon fortsatte sitt lugna, tillbakadragna liv i Hannover.
När hennes f.d. make 1714 blev kung i England ansågs det önskvärt att han skaffade sig en hustru, men alla prinsessor han friade till svarade nej till giftermålsanbudet på grund av hans ökända lastbara leverne.
Slutligen kontaktades Sofia Dorotea och erbjöds att komma till England som drottning. Hon svarade då:
Jag har endast ett svar att ge. Är jag straffbar – då är jag ovärdig att bli Eder drottning. Är jag oskyldig, då är Eder Konung ovärdig att vara min gemål.

### Sofia Doroteas död
I november 1726 insjuknade Sofia Dorotea i hög feber. I feberyra nedkallade hon Guds straff över sin f.d. make och sade att han inom ett år skulle möta henne "inför Guds domstol". Hon hade även skrivit ett brev, som efter hennes död skulle överlämnas till honom. Hon avled den 13 november 1726.
När Georg I hörde att furstehusen i Hannover och Preussen anlagt sorg efter Sofia Doroteas död, blev han arg, och befallde att hon skulle begravas utan ceremonier i slottsträdgården. Dock hade hösten varit regnig och marken förvandlad till sumpmark, så begravningen gick ej att genomföra, och hennes kista placerades i slottskällaren.
Rykten spreds runtom i Europa om Georgs skamliga beteende mot sin hustru, och hon blev mer eller mindre helgonförklarad av gemene man. Att hon suttit fängslad i trettio år ansågs sorgligt, hennes kärleksaffär med Königsmarck betraktades som romantisk och oskyldig.

## Barn
I äktenskapet föddes två barn:
1. Georg II av Storbritannien, född 1683.
2. Sophie Dorothea av Hannover, född 1687, gift med Fredrik Vilhelm I av Preussen.